# Aurelio Lemm
Aurelio Lemm (* 16. Mai 1988 in Zürich) ist ein ehemaliger Schweizer Eishockeyspieler und derzeitiger -trainer.

## Karriere
Aurelio Lemm begann seine Karriere als Eishockeyspieler bei den GCK Lions, für die er von 2004 bis 2007 in der Nationalliga B spielte. Zuvor war der Angreifer bereits im Juniorenbereich für den GCK aktiv gewesen. Auch nach seinem Wechsel zu den mit dem GCK in Kooperation stehenden ZSC Lions aus der Nationalliga A vor der Saison 2006/07 stand der Stürmer in dieser Spielzeit ebenfalls in der NLB auf dem Eis. In der Spielzeit 2007/08 wurde Lemm erstmals Schweizer Meister mit den ZSC Lions, bei denen er inzwischen regelmäßig zum Einsatz kam. In der Saison 2008/09 gewann er mit dem Team die erste Ausgabe der neugegründeten Champions Hockey League. Lemm absolvierte jedoch lediglich eine der acht CHL-Partien der Eidgenossen. Auch während der Meisterschaft wurde Lemm bei den ZSC Lions lediglich 15 Mal eingesetzt und er spielte hauptsächlich bei den GCK Lions. Daher wechselte Lemm auf die Saison 2009/10 zu den SCL Tigers. Sein grösster Erfolg mit den Langnauern war das Erreichen der Playoffs in der Saison 2010/11. Im März 2011 unterschrieb er einen Kontrakt bei den Rapperswil-Jona Lakers mit Gültigkeit ab der Spielzeit 2011/12. Im Mai 2012 wurde bekannt, dass der Vertrag nach nur einer Saison nicht mehr verlängert wird und Lemm den Verein wieder verlassen muss. Für die Saison 2012/13 wurde er vom SC Langenthal aus der National League B verpflichtet. In der Saison 2014/15 stand er beim Ligakonkurrenten Hockey Thurgau unter Vertrag. Anschliessend wechselte der Stürmer zum EHC Bülach in die Regio League.
Dort war er im Dezember 2018 jedoch gezwungen seine aktive Karriere verletzungsbedingt zu beenden. Im Anschluss wurde Lemm als Trainer tätig und übernahm den Job als Assistenztrainer beim EHC Bülach.

### International
Für die Schweiz nahm Lemm an der U18-Junioren-Weltmeisterschaft 2005 sowie der U18-Junioren-B-Weltmeisterschaft 2006 teil. Des Weiteren stand er im Aufgebot der Schweiz bei der U20-Junioren-Weltmeisterschaft 2008.

## Erfolge und Auszeichnungen
- 2006 Aufstieg in die Top Division bei der U18-Junioren-Weltmeisterschaft
- 2008 Schweizer Meister mit den ZSC Lions
- 2009 Champions-Hockey-League-Sieger mit den ZSC Lions